# Drapelul Capului Verde

Proporțiile drapelului: 2:3

Drapelul național al Capului Verde a fost adoptat pe 22 septembrie 1922.

## Descriere
Cele 10 stele de pe drapel simbolizează principalele insule ale națiunii (un lanț de insule în largul coastelor Africii de Vest). Albastrul reprezintă oceanul și cerul. Banda roșie și albă reprezintă drumul spre construirea națiunii, iar culorile simbolizează pacea (alb) și efort (roșu). Culoarea galbenă, formația circulară stelelor și albastrul închis arată similitudine cu Drapelul Uniunii Europene. Dungile au proporțiile 6:1:1:1:3, iar cercul de stele este centrat 3/8.

## Proporții
Constituția Capului Verde nu specifică niște proporții oficiale pentru înălțimea și lungimea drapelului. Dimensiunea pieselor care alcătuiesc drapelul sunt date proporțional cu dimensiunile părților, fără a preciza aceste dimensiuni. Cu toate acestea, proporțiile cele mai folosite sunt 2:3, aceleași proporții care au fost folosite la drapelul anterior.

## Nuanțele culorilor
Constituția nu specifică care sunt nuanțele oficiale de culoare ale drapelului. Cu toate acestea, cele mai utilizate pe scară largă sunt nuanțele de culoare primare ale modelului de culoare RGA:
| Culoare | Culori web | RGB           | CMYK               | HSV            |
| ------- | ---------- | ------------- | ------------------ | -------------- |
| Blue    | #0000ff    | 0, 0, 255     | 100%, 100%, 0%, 0% | 240, 100, 100% |
| White   | #ffffff    | 255, 255, 255 | 0%, 0%, 0%, 0%     | 0, 0, 100%     |
| Red     | #ff0000    | 255, 0, 0     | 0%, 100%, 100%, 0% | 0, 100, 100%   |
| Yellow  | #ffff00    | 255, 255, 0   | 0%, 0%, 100%, 0%   | 60, 100, 100%  |